# Luxram Licht

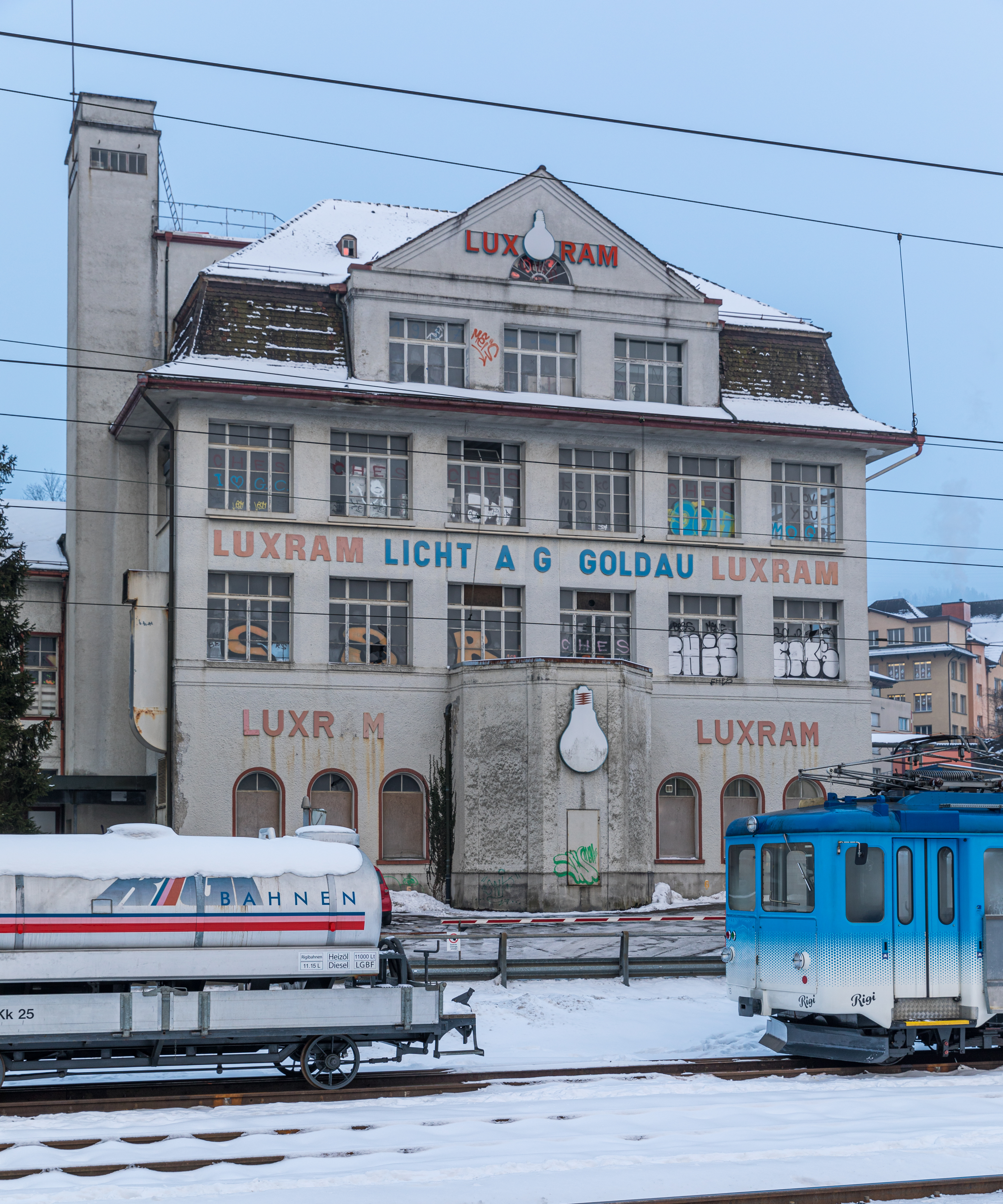
Fabrikgebäude Luxram Licht AG in Goldau, ehemaliger Tanzsaal im Erdgeschoss

Die Firma Luxram Licht AG (nachmals Righi Licht AG) wurde 1905 in Goldau (Kanton Schwyz, Schweiz) zur Herstellung von Glühlampen gegründet. Als letzte Glühlampenfabrik der Schweiz und als letzte ihrer Art in Europa musste sie im Juli 2019 schliessen.

## Geschichte
Dominik Weber, der Besitzer des 1883 erbauten Goldauer Hotels «Hof», liess 1895 neben dem Hotel einen Konzert- und Tanzsaal bauen, den er 1905 an die neu gegründete Glühlampenfabrik Hoge und Keller verkaufte. Die Glühlampenfabrik Rigi AG wurde 1911 in Licht AG umbenannt und beschäftigte damals rund 100 Mitarbeiter.  1926 wurden für die Glühlampenproduktion die ersten halbautomatischen Fabrikationsmaschinen angeschafft. Nach diversen Besitzerwechseln wurde die Licht AG 1952 in Luxram Licht AG umbenannt. Das Gebäude mit dem ehemaligen Tanzsaal im Erdgeschoss wurde das Hauptgebäude der Luxram Licht AG.  In den 1970er Jahren wurde eine neue Fabrikationshalle erstellt.
Nach der Geschäftsaufgabe der Falma SA in Matran verblieb die Luxram Licht AG als einzige Glühlampen-Fabrik der Schweiz. Der Wirtschaftsprüfer Hans Borner wurde von den Erben des bisherigen Besitzers beauftragt, die Luxram aus finanziellen Gründen zu liquidieren. Borner glaubte an die technischen Möglichkeiten der Glühbirne und entschloss sich 1996, die Fabrik unter dem Namen Righi Licht weiterzuführen. Die Glühlampenproduktion bestand grösstenteils aus Handarbeit, die haardünnen Wolframfäden mussten manuell aufgewickelt werden. So entstanden bei Righi Licht jährlich rund 350’000 Glühbirnen.

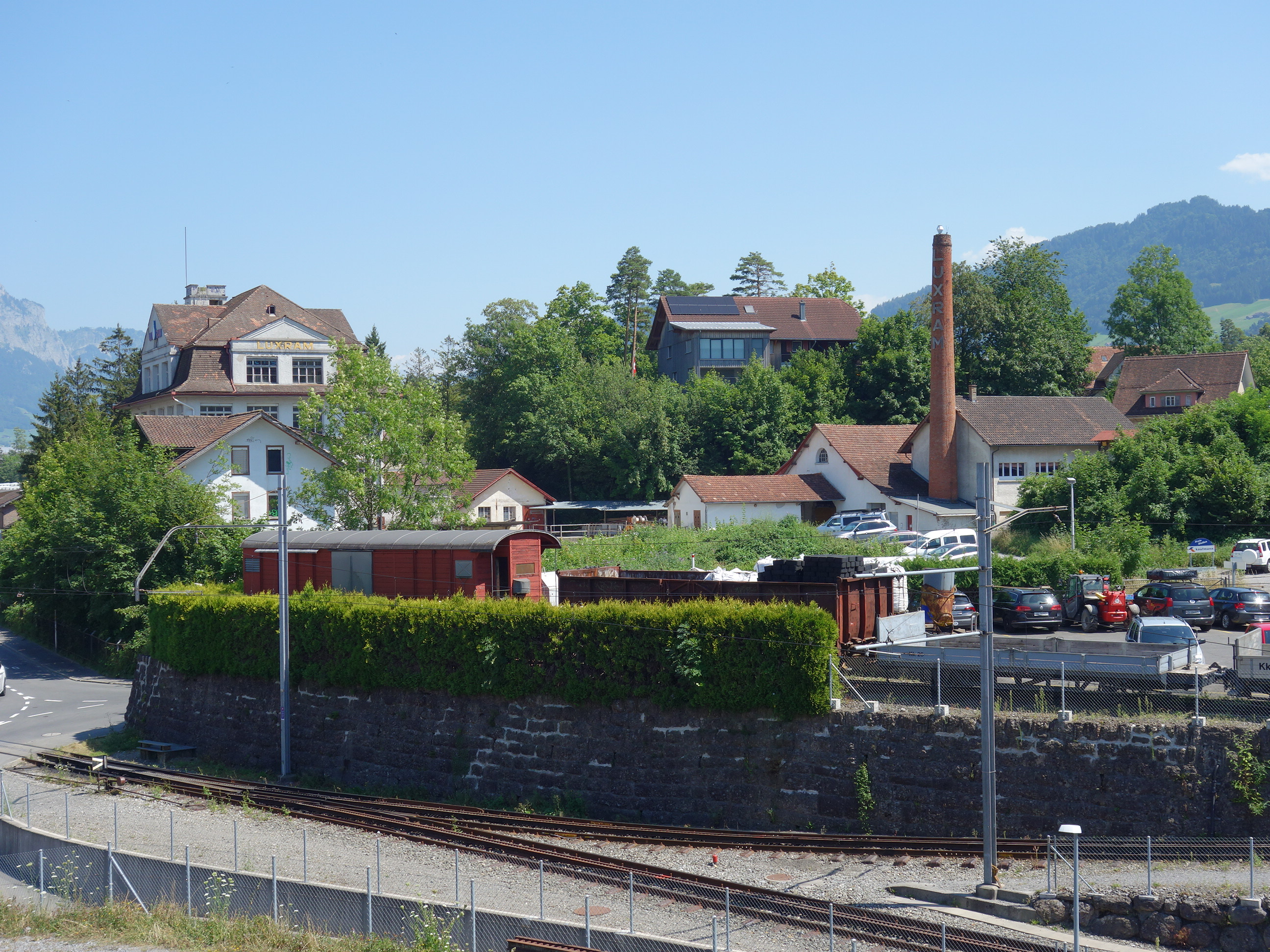
Luxram Areal in Goldau

Weil das Gebäude der damaligen Luxram verkauft wurde, zügelte die Righi Licht AG nach Immensee, wo 2019 die letzten Glühlampen produziert wurden. Grund für die endgültige Schliessung des Unternehmens war das Verkaufsverbot von Glühlampen in der EU (EU-Verordnung Nr. 244/2009), und der Schweiz. Der Besitzer der Fabrik, Hans Borner, wollte die Fabrikation weiterführen und nahm sogar Bussen in Kauf.
Anstatt die museumsreifen Maschinen, teilweise Unikate, zu verschrotten, wollte er nach dem Vorbild der Saurer in Arbon aus der Fabrik ein Museum machen, was jedoch am zuständigen Bundesamt scheiterte.
Im Juni 2022 gab der Gemeinderat von Arth bekannt, die historische Glühbirnenfabrik abreissen zu lassen, dagegen wehrt sich nun der Heimatschutz.